# Trentepohlia bougainvillensis
Trentepohlia bougainvillensis là một loài ruồi trong họ Limoniidae. Chúng phân bố ở miền Australasia.